# Der heilige Hieronymus im Gehäus

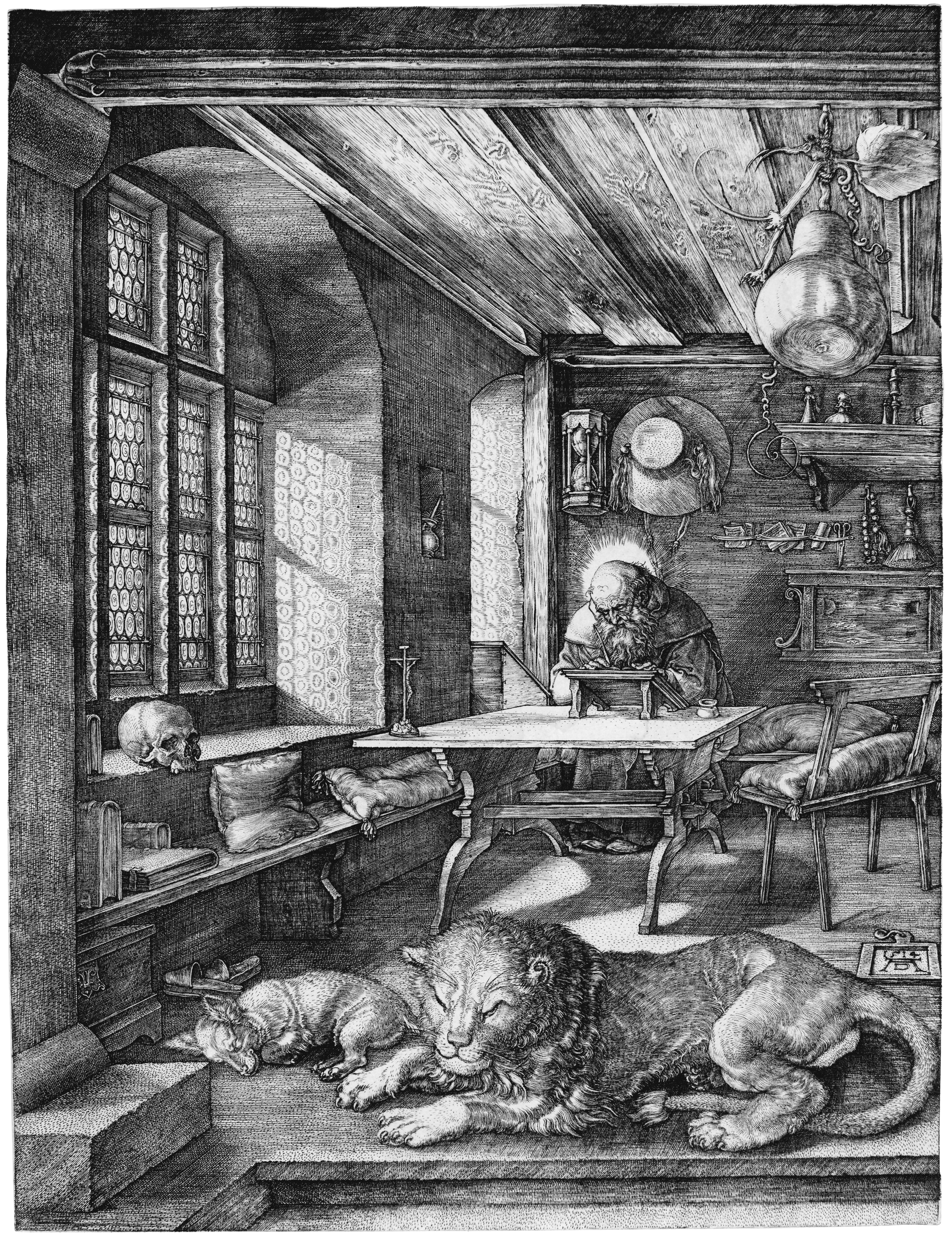
Der heilige Hieronymus im Gehäus von Albrecht Dürer. Kupferstich, 1514

Der heilige Hieronymus im Gehäus ist ein Kupferstich Albrecht Dürers aus dem Jahr 1514. Mit den Werken Ritter, Tod und Teufel (1513) und Melencolia I (1514) zählt der Stich wegen der Perfektion in der Ausführung zu den drei „Meisterstichen“ Dürers.
Dieser Stich (244 × 186 mm) zeichnet sich durch eine Vielzahl ikonographisch zu deutenden Symbolen aus. Zunächst zum Titel: „Gehäus“ ist ein veraltetes Wort für Haus bzw. Stube, Gemach oder auch Studierzimmer. Bücher, Schreibwerkzeug und Sanduhr sind typische Ausstattungsgegenstände eines sogenannten „studiolo“.

## Bildinhalt und Symbolik
Der heilige Hieronymus sitzt ziemlich weit im Bildhintergrund an einem Schreibpult und arbeitet. Der Tisch ist ein für die Renaissance typischer Wangentisch. In einer Ecke des Tisches steht ein Kalvarienkreuz. Zieht man vom Kopf des Hieronymus über das Kreuz eine Linie, wird der Blick des Betrachters zum Totenschädel neben dem Fenster gelenkt und damit werden diese zwei Gegenstände – Tod und Auferstehung – miteinander in Verbindung gebracht. Eine abgebrannte Kerze auf dem Regal deutet auf das Lebensende hin, ebenso die Sanduhr, die an die verrinnende Zeit mahnt. Der Kirchenvater widmet sich hierbei nicht dem Werk der Heiligen Schrift (Bibel), in der vom gegen Gott ungehorsamen und damit todbringenden Adam bis zum „zweiten Adam“, nämlich Christus die Rede ist, der durch die Auferstehung den Tod besiegt hat und das Ewige Leben in Aussicht stellt. Die Frage bleibt für den Betrachter offen, ob er diese Erlösungstat annimmt. Es geht vielmehr um die Darstellung seiner Tätigkeit als Briefeschreiber, die zu den meistgelesenen Schriften im Spätmittelalter zählen.
Im Bildvordergrund befinden sich ein Löwe, traditionell ein Bestandteil der Ikonographie des Hieronymus, und ein schlummernder Hund. Beide sind Bestandteil der durch die Legenda aurea überlieferten Geschichten von Hieronymus. Dazu gehört auch die Legende vom büßenden Hieronymus, der den Schädel Adams unter dem Hügel von Golgatha im Heiligen Land vermuten lässt.
Bemerkenswert sind die Detailtreue und feine Ausarbeitung, was typisch für die nordische Renaissance und für Dürer ist. Das Bild ist voll von kleinen Gegenständen, die den Blick des Betrachters einfangen und auf Episoden aus dem Leben des Heiligen anspielen, etwa der von der Decke herabhängende Kürbis, der für einen theologischen Disput mit dem Kirchenvater Augustinus steht, wo sie sich in der Übersetzung von Jona 4,6-10  nicht einig sind, welche Pflanze, Kürbis oder Efeu, gemeint ist. Deshalb verfasst er hier einen Brief an jenen, um seine Sicht der Dinge klarzulegen.

## Deutung
Einer gängigen Interpretation zufolge besteht zwischen den drei Meisterstichen ein inhaltlicher Zusammenhang, nämlich als scholastische Klassifikation der Tugenden in moralischer, theologischer und intellektueller Hinsicht.
Auch drei unterschiedliche Lebensweisen lassen sich deuten. So steht für den Theologen Hieronymus die vita contemplativa, die die Mönche durch ihr Studium und der Meditation praktizieren, um Weisheit zu erlangen. Der Kunsthistoriker Erwin Panofsky sah in ihnen auch ein Pendant (Gegensatzpaar) zum friedvollen Glück der Gottesgelehrsamkeit und der ständigen Unruhe des schaffenden Menschen.